# Царевица
Царевицата (Zea mays), още известна разговорно като кукуруз, е вид покритосеменно растение от семейство Житни (Poaceae). Тя е важна земеделска култура, която се използва за зърно, силаж и за зелен фураж. Царевицата е одомашнена от коренните жители на Мезоамерика още в праисторически времена. По-късно, по протежение на централно и южно Мексико, ацтеките и маите култивират редица разновидности използвани за храна и други цели. С течение на времето, култивираната царевица се разпростира към Северна и Южна Америка, като между 1700 и 1250 година пр.н.е. заема обширни площи на двата континента. Повечето големи и развити човешки култури в региона изграждат търговски отношения базирани на излишък от определени видове царевица. След колонизацията на Америка през късния 15-и и ранния 16 век, изследователите и търговците пренасят царевица в Европа, а по-късно я предлагат и на други култури по света като част от търговия. Към 21 век, царевицата е широко отглеждана култура в целия свят, основно поради способността си да расте при различни климатични условия. В някои страни от Латинска Америка и Африка тя е основна храна за населението.

## Ботаническа характеристика
Кореновата система на царевицата е около 14% от общата маса на растенията. Те е от брадест тип и за разлика от останалите зърнено-житни култури е силно развита. Царевицата има три типа корени – зародишни (първични), вторични (стъблени и въздушни). Пониква с едно зародишно коренче, а няколко дни след това се появява от 1 до 13 първични коренчета, които бързо нарастват и се изравняват с първото. Възелът на братене се залага в края на фазата трети лист. От него се появяват вторичните корени, разположени на 6 – 7 етажа. Възелът на братене се залага на дълбочина от 4 – 5 cm. и се състои от 5 – 7 подземни стъблени възли. Стъблените корени нарастват в страни и обхващат цялото междуредие. По-късно се насочват надолу и могат да достигнат на дълбочина до 2,5 m. Останалите етажи се образуват през вретено. Корените от най-долните три етажа играят съществена роля в снабдяването на растението с вода, хранителни вещества и най-вече с азот. Стъблените корени от по-горните етажи са значително повече на брой, но са по-къси, дебели, по-здрави, разположени са под остър ъгъл спрямо стъблото. Те създават опора на растението. Кореновата система нараства до фаза восъчна зрялост. Във фаза цъфтеж по най-долните възли на стъблото намиращи се близо до повърхността на почвата се образуват надземни или въздушни корени. Тяхното значение е да крепят растението и да го правят по-устойчиво на полягане.
Царевичното растение достига на височина между 2 и 3 метра. Стъблото е дебело и здраво, а по него има възли и дълги междувъзлия (между 15 и 20 cm). То е тревисто, меко и сочно в млада възраст и е втвърдено и грубо в края на вегетацията. Междувъзлията биват 5 – 7 подземни и от 6 до 30 надземни. Съществува положителна корелация между броя на междувъзлията, височината на растението и дължината на вегетационния период. Стъблото е изпълнено със сърцевина. То е дебело и здраво, а повърхността му е гладка и обла. Отличава с много бръз растеж като през периода на усилен растеж на денонощие нараства с 3 – 10 cm. Подобно на много зърнено-житни царевицата също има способността да брати. Братя се образуват от пъпки, които се намират в основната част на подземните и надземни междувъзлия. Братята от надземните междувъзлия образуват женски съцветия. Склонността към братене е различна при различните сортове и хибриди, но зависи и от условията на отглеждане на растенията. Стъблото представлява 16 – 25% от общата биомаса на царевицата.
Листата са с характерно устройство за зърнено-житните култури. Състоят се от листна петура, влагалище и езиче. Листната петура е дълга и ланцетовидна. Обикновено е гладка и в редки случаи е покрита с власинки. Влагалището обхваща плътно от всички страни междувъзлието. Езичето се намира на прехода между влагалището и листната петура. То е слабо развито и разцепено на две. Листата са със силно развита нерватура. От двете страни на средния нерв, в горната част на листата са разположени едри клинообразни клетки. Те са изпълнени с вода при нормално състояние и петурата е опъната. В случаите на засушаване обаче водното им съдържание намалява като те се свиват и цялата петура се увива. Броят на листата е различен и зависи основно от хибрида. Листата на зрелите възрастни растения в зависимост от хибрида и условията на отглеждане представляват 21 – 44% от общата маса на растението.
Царевицата е еднодомно разделнополово растение с чуждо опрашване. Всяко от растенията има два типа съцветия. Мъжкото се нарича метлица, а женското е кочан. Кочанът заема 17 – 46%, а метлицата – 1,8 – 3% от масата на растението. Обикновено мъжките цветове започват да цъфтят 4 – 8 дни по-рано от женските. Колкото този период между цъфтежа на цветчетата от двата пола е удължен, толкова опрашването е по-лошо и озърняването на кочаните става непълно.
Метлицата се състои от главна ос, представляваща продължение на стъблото и странични разклонения. На разклоненията са разположени по две класчета – едното е с къса дръжка, а другото е приседнало. Всяко от класчетата има по две цветчета. Във всяко от цветчетата се развиват по три тичинки, които по време на цъфтежа значително удължават дръжките си, излизат извън цветните плеви и се разпукват. Обикновено метлицата започва да цъфти 3 – 5 дни след появата си и продължава около една седмица. В една метлица има около 1000 – 1200 класчета.
Кочанът се развива от пъпка в пазвата на листа. Състои се от дебело вретено, върху което от всички страни са разположени класчетата по две в редици. Всяко от класчетата е с две цветчета. Горното цветче е плодно, а долното е стерилно. Глумите на всяко класче са къси, широки и кожести. Цветните плеви са нежни и имат различна окраска. Редовете на зърната в кочана са винаги четно число от 8 до 32. Стълбчето на плодника е нишковидно и удължено. Прилича на косъм и се нарича свила. То излиза извън обвивните листа на кочана. На върха си е раздвоено, покрито е с дребни власинки, които по време на цъфтежа отделят лепкава течност. Власинките и лепкавата течност задържат цветния прашец, донесен от вятъра, което спомага за по-доброто опрашване. Кочанът се залавя за стъблото с къса или дълга дръжка. При узряването им кочаните с къси дръжки са изправени, а тези с дълги увисват надолу. Отвън кочанът е обвит от листа. Цъфтежът на женските цветове протича от основата към върха. Броят на кочаните на едно растение е 1 – 3. Меката, захарната и покритата царевица образуват по-голям брой кочани, а при конския зъб и твърдата броят е по-малък.
Зърното представлява плодът на царевицата. То варира по форма, големина и цвят, но по анатомично устройство не се отличава от зърното на другите житни растения. Обикновено е по-едро от тях като масата на 1000 зърна варира от 50 до 500 грама. Ендоспермът е брашнест или роговиден, или една част от него е брашнест, а другата роговиден. Царевицата от всички житни притежава най-силно развит зародиш – 12 – 14 % от масата на зърното.

## Произход и разпространение
Мезоамерика и най-вероятно Мексико е сочено за място на възникване на царевицата, но има няколко теории за това как е станало това: 
1. В резултат на пряко одомашняване на едногодишни растения теосинт. Теосинт е термин за всички видове и подвидове растения в рода Zea с изключение на царевицата (Zea mays ssp. mays). Възможен прародител е растението Zea mays ssp. parviglumis, срещано по долината на река Балсас в югоизточно Мексико, а 12% от генетичния материал царевицата получава от Zea mays ssp. mexicana посредством интрогресия.
2. В резултат на кръстосване на дребни сортове на вече одомашнена царевица с теосинт от видовете Z. luxurians или Z. diploperennis.
3. Възможно е одомашняване на няколко етапа от дива царевица или от вид теосинт.
4. В резултат на кръстосване на Z. diploperennis с Tripsacum dactyloides. През 1930 година Паул Мангелсдорф предлага модел на възникване на царевицата въз основа на кръстосване на див неизвестен предшественик с вид от близкия род Tripsacum. По-късните генетични изследвания опровергават тази теория и сочат модела за междуродово кръстосване за най-малко вероятен [5].

Теорията за произхода от теосинт е предложена от руския ботаник Николай Иванович Вавилов през 1931 година и е подкрепена по-късно от американския нобелов лауреат Джордж Бидъл през 1932 година . Въпреки експерименталните доказателства и най-вече способността на видовете теосинт да дават плодовито поколение при кръстосване с царевица, тази теория не обяснява редица въпроси:
1. как се създава огромното разнообразие на видове и подвидове от род Zea
2. по какъв начин е селекциониран теосинт за получаването на дребните сортове царевица, известни на археологията от периода 3500 – 2700 г. пр.н.е.
3. как одомашняването е протекло, без да са оставени следи от характеристиките на теосинт в съвременната царевица, дори при датираните от 1100 г. пр.н.е. царевици.

Одомашняването на царевица е от практическо значение за археолозите, генетиците, етноботаниците и географите. Счита се, че процесът е започнал преди около 7500 – 12 000 години. Изследванията между 50-те и 70-те години на 20 век сочат за място на възникване на царевицата областта между Оахака и Халиско в днешно Мексико, тъй като най-ранните археологически находки от царевица са намерени именно там. Според по-модерни изследвания най-вероятно царевицата възниква в Мексико, но в друга област – долината на река река Балсас . Така например генетичните анализи на Джон Добли идентифицират естествената за долината на река Балас Zea mays ssp. parviglumis като теоснит най-близък до съвременната царевица . Така също археоботанически проучвания от 2009 година сочат за родина на царевицата долината на река Балсас, тъй като инструменти за смилане на царевица са открити в археологически селища от преди 8700 години . Някои от най-ранните останки от полен на царевица се намерени в южно Мексико и горна Централна Америка. Най-ранните археологически останки от царевица са намерени в пещерата Гуила Накитц в Оахака, датирани от преди 6250 години.
През около 1500 г. пр.н.е. царевицата започва да се разпростира бързо и широко. Бива интродуцирана в нови човешки култури, което води до селекциониране на нови желани характеристики. Царевицата става основна храна за повечето доколумбови цивилизации в Северна, Централна и Южна Америка. В Мезоамерика царевицата дава преимущество на редица култури и е почитана в култове и обичаи. През 1 хилядолетие царевицата навлиза дълбоко в Северна Америка до териториите на югоизточна Канада, променяйки пейзажа на континента.
Царевица започва да се отглежда в Европа след Великите географски открития през XVI век. В Индия и Китай култивирането ѝ започва през XVII в. Първите европейци, които са я видели, били моряците на Христофор Колумб, които срещали това растение навсякъде: в Перу, Чили, Хаити, Мексико; от северните граници на днешна Канада на юг до Патагония. От второто си пътуване до Америка Колумб донесъл царевица, която отначало отглеждали в дворцовата градина като рядкост, но скоро тя се разпространила из цяла Испания, Франция, Португалия, а по-късно на Балканите и в Турция. Появила се в Индия, а от там попаднала в Русия. През 18 век шведския природоизпитател Карл Линей дава латинското наименование Zea mays, образувано от гръцката дума за „живот“ и хаитянското название на растението.
В България царевицата се появява през XVII век, като изглежда това става неравномерно във времето и от различни места. С това се обяснява наличието на повече от 20 местни названия, някои от които са свързани с начина на навлизане на царевицата в съответната област – влашка (от Влашко), гръчка (от Гърция), моруз (от Морея), рапка (от Арабия), мисир (от Египет), царевица (от Цариград), френки (от Франция), гугула, гълъби, кукуруз, папур, пашка, пченка, рапка, мамул и други.
За сравнително кратко време царевицата става основен източник на храна в много страни, а приготвяните от нея румънска и молдовска мамалига, българския качамак, грузинския хляб мчади и други изделия са станали национални ястия.

## Подвидове
Съществуват различни подвидове на царевицата, най-известните от които са:
- Царевица тип „конски зъб“[12] („дент“) – Zea mays var. indentata. Нарича се и „полска“ царевица. Това е подвид, чиито семена съдържат твърда и мека скорбяла и с узряването се оформят във формата на зъб. Представлява основната култура, използвана за човешка и животинска храна, както и за промишлени продукти. Това е и единственият вид, използван при производството на царевична скорбяла.
- Царевица тип „флинт“ – Zea mays var. indurata. Подвид царевица с твърди, ръбести, закръглени или къси и плоски семена с мек нишестен ендосперм изцяло обгърнат от твърд външен слой. Идентична е с царевицата дент и се използва за същите цели. По-голяма част от нея се отглежда в Южна Америка.
- Восъчна царевица – Zea mays var. ceratina. Това е подвид царевица със зърна, които при разрязване наподобяват восък и съдържат скорбяла само с разклонена верига. Царевицата не е така вкусна като типа конски зъб, но е еднаква по хранителна стойност с него[12].
- Сладка или „зелена“ царевица – Zea mays var. saccharata и Zea mays var. rugosa. Отличава се с високото захарно съдържание на ядките в млечния етап, в който те са годни за консумация. Глюкозата, която е във високо съдържание при узряването се превръща в твърда роговидна скорбяла
- Пуканкова царевица – Zea mays var. everta. Подвид с малки заострени или кръгли зърна и много твърд ендосперм, които при излагане на по-висока температура се разпукват при изтласкването на съдържимата влага и образуват бяла нишестена маса, надхвърляща няколко пъти големината на първичната ядка, наречена пуканка. Царевичените зърна съдържат повече протеини и мазнини от типа конски зъб[12].
- Индианска царевица – среща се с бели, червени, пурпурни, кафяви или цветни зърна. Това е оригиналната царевица, отглеждана от индианците. Днес се използва често за изготвяне на украса по време на празниците по прибиране на реколтата и на Вси Светии.
- Брашнена царевица – формата на зърната и е еднаква с тази на царевицата тип „флинт“, като е изградена почти изцяло от мека скорбяла. В Южна Америка този тип царевица се отглежда в разнообразни цветове и се използва в производството на храни и бира.

## Технология на отглеждането
Царевицата е топлолюбива култура. За разлика от соргото тя не е сухоустойчива и не могат са се получава високи добиви без напояване. Предявява и големи изисквания към почвата. Фазите 2 – 3 и 6 – 7 лист се оказват критични за получаването на висок добив. Критични по отношение на влагата са и периодите на изметляването, цъфтежа и наливането на зърното. Най-добри предшественици преди сеитбата на царевица се оказват едногодишните и многогодишните бобови култури (грах, фасул, фиева смеска, люцерна). Пшеницата и ечемикът са също подходящи, неподходящи са овесът и царевицата, а лош – захарното цвекло, слънчогледът и соргото. Може да се отглежда като монокултура без да намалява добива в продължение на 3 до 7 години. Веднага след прибирането на реколтата от предходната култура се извършва оран при дълбочина над 20 cm. Основната обработка на почвата зависи от предшественика, видът на почвата и климатичните фактори на района. При отглеждане на царевица при неполивни условия към почвата трябва да се внасят по 2 – 3 тона оборски тор на декар, а при поливни 3 – 4 тона, още преди извършването на оранта. За формиране на 100 kg зърно и съответно количество биомаса царевицата извлича от почвата от 2 до 3 kg N, от 0,7 до 1,5 kg P2O5 и от 1,6 до 2,7 kg K2O. За сеитбата се използват калибрирани и обеззаразени семена от хибриди, които се оказват най-подходящи за отглеждане в даден район. В сухите райони и при отглеждане на по-бедни почви за предпочитане е използване на хибриди с къс вегетационен период и с по-висока сухоустойчивост. Когато царевицата се напоява е добре за засяване да се използват хибриди с висок потенциал на продуктивност и дълъг вегетационен период. В случаите, когато след царевица ще се засява пшеница трябва да се засяват ранни, средно ранни и средно късни хибриди. Царевицата се засява, когато на дълбочина от 10 cm почвата трайно се затопли до 10 – 12 °C. За България най-подходящ се оказва периода от 5 април до 5 – 10 май. Сеенето е пунктирано, редово при междуредие от 70 cm. Разстоянието между растенията вътре в реда зависи от начина на отглеждане и от хибрида и варира от 20 до 30 cm. Дълбочината на засяване е 6 – 8 cm. Сеитбената норма в килограми на декар е 1,5 – 2 в редки случаи над 2 килограма и зависи от използвания хибрид. По време на растеж е нужно да се предприеме борба с плевелите, както и подхранване при поливни условия, напояване, борба с болестите и неприятелите. Узрялата царевица се прибира напълно механизирано като се извършва по три начина – на кочани, на зърно и целорастенийно. На кочани се прибира до края на пълна зрялост при влажност до 25%. На зърно се прибира в пълна зрялост при влажност 12 – 18%.

## Производство
Над 270 млн. тона царевично зърно се произвежда в САЩ. 67% от световното ѝ производство се пада на САЩ, Китай, Бразилия и Мексико. Царевицата се засява на поливни площи, тъй като е влаголюбива и топлолюбива култура. В хранителната промишленост от царевица се произвеждат нишесте, декстрин, течна и медицинска глюкоза. От царевичното масло се добива маргарин. Тя е суровина за производство на спирт, хартия, изкуствени влакна и различни лекарства. Няма друго културно растение в България, от което да се получават толкова много продукти, както от царевицата.

## Болести и неприятели по царевицата
Посевите от царевица се поразяват от различни болести, като основните причинители са гъбички и доста по-рядко вируси и бактерии. Сред най-често срещаните заболявания са:
- [17]Стъблено гниене. Причинява се от Fusarium spp..
- Бактерийно стъблено гниене. Причинява се от Erwinia disolvens.
- Фузариоза по кочаните. Причинява се от Gibberella fujikuroi (syn.Fusarium moniliforme) и Gibberella zeae (syn.Fusarium graminearum).
- Обикновена главня. Причинява се от Ustilago maydis (syn.Ustilago zeae).
- Цветна главня. Причинява се от Sphacelotheca reiliana (syn.Sorosporium reilianum).
- Листен пригор. Причинява се от Setosphaeria turcica (syn.Helminthosporium turcicum).
- Бактериен листен пригор. Причинява се от Pseudomonas syringae.
- Ръжда по царевицата. Причинява се от Puccinia sorghi.
- Мана по царевицата.
- Гниене на семената и пониците. Причинява се от Fusarium spp., Penicilium sp., Aspergilus sp., Nigrospora orysae и други.
- Царевична вджуджаваща мозайка. Причинява се от Maize dwarf mosaic virus.
- Пшеничена щрихова мозайка. Причинява се от Wheat streak mosaic virus.

Царевицата има и редица неприятели, които повреждат насажденията или са преносители на заболявания. Сред тях са:
- Сив царевичен хоботник (Tanymecus dilaticollis).
- Сив цвеклов хоботник (Tanymecus palliatus).
- Царевичен стъблопробивач (Ostrinia nubilalis).
- Телени червеи представители на сем. (Elateridae).
- Сиви червеи представители на сем. (Noctuidae).
- Памукова нощенка (Helicoverpa armigera).
- Листни въшки, представители на сем. Aphididae и Aphis evonymi, Rhopalosiphum maidis, Sipha maidis.

Плевелите оказват значителна конкуренция на царевицата, особено в ранните фази на нейното развитие. Те се оказват и доста по-конкурентни в случаите на забавено поникване и растеж, вследствие на ниски температури. Намаляването на загубите от добива на царевица, предизвикани от плевелите, може да се постигне чрез своевременното им отстраняване.
Основните видове плевели, които са заплаха за царевичните посеви са различни и биват:
- Кокоше просо (Echinochloa crus-galli),
- Кощрява (Setaria sp.)
- Кръвно просо (Panicum sanguinale)
- Бяла лобода (Chenopodium album)
- Щир (Amaranthus sp.)
- Обикновено грънче (Hibiscus trionum)
- Лападоволистно пипериче (Poligonum lapathifolium)
- Черно куче грозде (Solanum nigrum)
- Просфорник (Abutilon theophrasti)
- Европейска знойка (Heliotropium europaeum)
- Татул (Datura stramonium)
- Свиница (Xanthium strumarium)
- Пача трева (Poligonum aviculare)
- Синап (Sinapis arvensis)
- Фасулче (Falopa convolvulus)
- Балур (Sorghum halepense)
- Полска паламида (Cirsium arvense)
- Полска поветица (Convolvulus arvensis)
- Млечок (Sonchus arvensis)

## Царевицата в митологията
При древните маи богът на царевицата е отъждествяван и с бога на жътвата Юм Кааш. Той е изобразяван като юноша с украшение на главата направено от листа на царевица. Маите имали и йероглиф с формата на царевично зърно, който изобразява бога на царевицата. Богинята Кукуиц е изобразявана също с украшение от царевични листа.
В ацтекската митология богът на Слънцето и богинята на Луната имат син Центеотл, който е и бог на царевицата. Според легендата, богът на царевицата е обсипан със завист от страна на други божества, които го превръщат в царевица и други полезни за хората растения. Самото име на мексиканската царевица tlaolli означава „нашето тяло (плът)“.
Ацтеките почитали и богинята на царевицата Шилонен (Шканил), която изпълнявала и роля като богиня на плодородието и огнището. Тя е изобразена с два царевични кочана в лявата ръка.
В митологията на първобитно Мексико и Гватемала навлизането на царевицата в културата на населението се приписва на богът на Толтеките и маите Кетцалкоатл. Според преданието той се отправил в търсене на подходящо за консумация от хората растение. Тръгнал от Икаланко намиращ се на крайбрежието на Табаско и открива царевицата в Пахил Каяла, намиращ се в царство Хибалба намирало се на границата на съвременните Мексико и Гватемала.